# Uno di noi sta mentendo
Uno di noi sta mentendo (One of Us Is Lying) è una serie televisiva di genere giallo, thriller e dramma adolescenziale basata sull'omonimo libro di Karen M. McManus.
La serie segue le vicende di alcuni adolescenti che si ritrovano coinvolti nella morte di un loro compagno, Simon, che muore avvelenato dopo aver bevuto un bicchiere d'acqua durante una punizione scolastica in cui tutti i ragazzi erano presenti.
La serie è stata pubblicata negli Stati Uniti su Peacock TV nell'ottobre del 2021 ed ha debuttato in Italia su Netflix il 18 febbraio 2022.
La serie è stata cancellata dopo due stagioni nel gennaio 2023.

## Trama
La serie segue le vicende di quattro adolescenti, più i loro amici, che si ritrovano coinvolti direttamente quando un loro compagno, Simon, divenuto conosciuto in quanto postava i segreti più intimi di tutti i ragazzi sulla App About That, muore avvelenato durante una punizione di detenzione, in cui quasi tutti sono presenti. Quando tutti i ragazzi vengono accusati come probabili responsabili della morte di Simon, che certo non era ben visto a causa dell'App, devono cercare di difendersi dai loro più oscuri segreti che rischiano di venire a galla. 

## Episodi
| Stagione         | Episodi | Prima TV originale | Prima TV italiana |
| ---------------- | ------- | ------------------ | ----------------- |
| Prima stagione   | 8       | 2021               | 2022              |
| Seconda stagione | 8       | 2022               | 2022              |

## Personaggi

### Personaggi principali
- Addi Prentiss (stagioni 1-2), interpretata da Annalisa Cochrane e doppiata da Emanuela Ionica: Addy è una ragazza bionda, cheerleader fidanzata con Jake. È una ragazza facilmente manipolabile, di bell'aspetto, abbastanza popolare.
- Cooper Clay (stagioni 1-2), interpretato da Chibuikem Uche e doppiato da Manuel Meli: Cooper è un ragazzo molto palestrato, che gioca a baseball. È fidanzato con Keely ed è molto concentrato nel giocare a baseball e nel riuscire a fare il salto di categoria. È omosessuale
- Bronwyn Rojas (stagioni 1-2), interpretata da Marianly Tejada e doppiata da Margherita De Risi: Brownyn è una ragazza studiosa, punta ad avere i voti più alti per essere ammessa alla prestigiosa università Yale. È la sorella più grande di Maeve e interesse amoroso di Nate.
- Nate Macauley (stagioni 1-2), interpretato da Cooper Van Grootel e doppiato da Federico Campaiola: Nate è un ex spacciatore, ragazzo con un padre assente e apparentemente senza madre che deve sovente cavarsela da solo, essendo perciò finito spesso in giri di droga e brutte compagnie. Ama lo skateboard ed è l'interesse amoroso di Bronwyn.
- Jake Riordan (stagione 1; guest stagione 2) Barrett Carnahan e doppiato da Gabriele Patriarca: Jake è il fidanzato di Addi. Apparente bravo ragazzo, è in realtà molto bravo nel manipolare le persone.
- Maeve Rojas (stagioni 1-2), interpretata da Melissa Collazo e doppiata da Marta Giannini: sorella minore di Bronwyn, anche lei partecipa attivamente nelle vicende dei ragazzi.
- Janae Matthews (stagioni 1-2), interpretata da Jessica McLeod e doppiata da Ludovica Bebi: Janae è la migliore amica di Simon. Finisce per avere un ruolo fondamentale nel finale della storia. Diventa amica di Addy ed ha un debole per Maeve. È una tipa insicura ed è omosessuale.
- Simon Kelleher (stagione 1; guest stagione 2), interpretato da Mark McKenna e doppiato da Filippo Salvini: ragazzo che muore improvvisamente dopo aver bevuto un bicchiere d'acqua durante una detenzione. È un ragazzo schivo e vendicativo, che prima di morire postava le vicende di gossip dei ragazzi su una app, causando spesso conflitti e problemi.

### Personaggi secondari
- Detective Wheeler (stagione 1), interpretata da Jacque Drew e doppiata da Antonella Alessandro: detective che indaga sui ragazzi.
- TJ Forrester (stagione 1), interpretato da George Ferrier e doppiato da Alex Polidori: ragazzo della scuola.
- Vanessa Clark (stagioni 1-2), interpretata da Sara Thompson e doppiata da Giulia Franceschetti: ragazza della scuola, ex migliore amica di Addi.
- Keely Moore (stagioni 1-2), interpretata da Zenia Marshall e doppiata da Sara Labidi: fidanzata di Cooper.
- Kevin Clay (stagioni 1-2), interpretato da Alimi Ballard e doppiato da Alberto Angrisano: padre di Cooper.
- Signora Avery (stagione 1), interpretata da Andi Crown e doppiata da Sabrina Duranti: insegnante della scuola dei ragazzi.
- Cole Riordan (stagione 2), interpretato da Joe Witkowski: fratello di Jake, deciso a riportare a galla la verità sulla scomparsa del fratello
- Tom Prestin (stagione 2), interpretato da Jordan Mooney: reporter televisivo e intervistatore.
- Fiona Jennings (stagione 2), interpretata da Doralynn Mui: ragazza con cui Nate deve fare delle ripetizioni scolastiche.
- Giselle Ward (stagione 2), interpretata da Emma Jenkins-Purro: ex ragazza misteriosa di Jake.

## Produzione
La serie è tratta dal primo romanzo di Karen M. McManus, edito nel 2017. Nel 2020 è stato annunciato Dario Madrona come showrunner, che già aveva lavorato per la serie spagnola Élite. Le riprese sono avvenute nel 2019 a Vancouver, in Canada.
A gennaio 2022, visto il successo ottenuto, la serie vede il rinnovo per una seconda stagione che sarà pubblicata ad Ottobre 2022 su Peacock e a Novembre dello stesso anno su scala mondiale attraverso Netflix.

## Distribuzione
La prima stagione è andata in onda nel paese madre nell'ottobre del 2021 sulla piattaforma televisiva Peacock.
Il 18 febbraio 2022 la serie ha debuttato internazionalmente su Netflix. Il 16 novembre dello stesso anno Netflix ha pubblicato la seconda stagione.

## Accoglienza
Sul sito web di recensioni Rotten Tomatoes la serie ha ricevuto una valutazione di 7 su 10, basato su 9 recensioni.